# Замкнута часоподібна крива
Замкнута часоподібна крива — еквівалент «петлі в часі» в загальній теорії відносності (ЗТВ); світова лінія в псевдорімановому многовиді матеріальної частинки в просторі-часі, яка є замкнутою, тобто, повертається до початкової точки.

## Огляд
Ймовірно, першим цю концепцію запропонував Курт Гедель у 1949 році, який відкрив розв'язок рівнянь ЗТВ, що допускає існування замкнутої часоподібної кривої, відомий як метрика Геделя. Відтоді знайдено інші розв'язки рівнянь ЗТВ, які включають існування замкнутої часоподібної кривої. Прикладами є циліндр Тіплера та проникаючі червоточини. Якщо замкнуті часоподібні криві існують, це створює принаймні теоретичну можливість подорожі в часі, породжуючи парадокс дідуся. Проте принцип самоузгодженості Новикова дозволяє уникнути таких парадоксів. Деякі фізики припускають, що замкнуті часоподібні криві, які з'являються в деяких розв'язках ЗТВ, можуть бути виключені майбутньою теорією квантової гравітації, яка замінить ЗТВ. Цю ідею Стівен Гокінг назвав гіпотезою про захищеність хронології. Інші вчені висунули модель, яку називають хронологічною цензурою (англ. chronological censorship), згідно з якою будь-яка замкнута часоподібна крива в заданому просторі-часі має проходити через горизонт подій. У цьому випадку для спостерігача, що який перебуває поза горизонтом подій, порушення принципу причинності не відбувається.

## Загальна теорія відносності
Крім метрики Геделя, замкнуті часоподібні криві присутні в деяких інших відомих просторах-часах:
- циліндр Мінковського — простір Мінковського, в якому зроблено ототожнення {\displaystyle t\mapsto t+T_{0}}, де {\displaystyle T_{0}} — деяка стала;
- простір Мізнера (специфічний орбівид простору Мінковського);
- розв'язок Керра (модель обертової чорної діри з нульовим зарядом із замкнутими часоподібними лініями під горизонтом);
- метрика тривимірної чорної діри Баньядоса — Тейтельбойма — Занеллі (англ. BTZ black hole);
- пил ван Стокума (англ. van Stockum dust) — модель циліндрично-симетричної конфігурації пилу;
- розв'язок Боннора — Стедмана, що описує умову лабораторного експерименту з двома обертовими кулями;
- всесвіт із двома паралельними космічними струнами, що рухаються одна відносно одної, який запропонував Дж. Річард Ґотт[en];
- антидесіттерівський простір[3];
- Переміщувана акаузальна ретроградна ділянка простору-часу (англ. Traversable acausal retrograde domains in spacetime, TARDIS)[4][5]

## Експеримент із метаматеріалами
2011 року Ігор Смолянінов та Ю Джу Хун із Мерілендського університету за допомогою променів світла, що проходять усередині метаматеріалу, моделювали рух масивної частинки в (2+1) просторі Мінковського (скориставшись подібністю математичних апаратів, що описують ці явища). Хоча основною метою було вивчення механізмів Великого вибуху, вчені також спробували сконструювати метаматеріал, який моделює замкнуті часоподібні лінії. Вони виявили внутрішні обмеження, що накладаються на рух частинок, які забороняють одночасний рух уздовж часоподібної розмірності та по колу у просторі. Якщо їхня модель придатна для перенесення на спостережуваний Всесвіт, то вона показує неможливість існування замкнутих часоподібних ліній.

## Часоподібні обчислення
Часоподібні обчислення — це обчислення на квантовому (рідше, класичному) комп'ютері, що має доступ до замкнутої часоподібної кривої і, отже, здатному посилати результат обчислень у власне минуле. Ідею таких обчислень запропонував 1991 року Ганс Моравек. На відміну від багатьох схем реалізації машини часу, така логіка часу не суперечить принципу самоузгодженості Новикова.